# 오징어 샌드위치

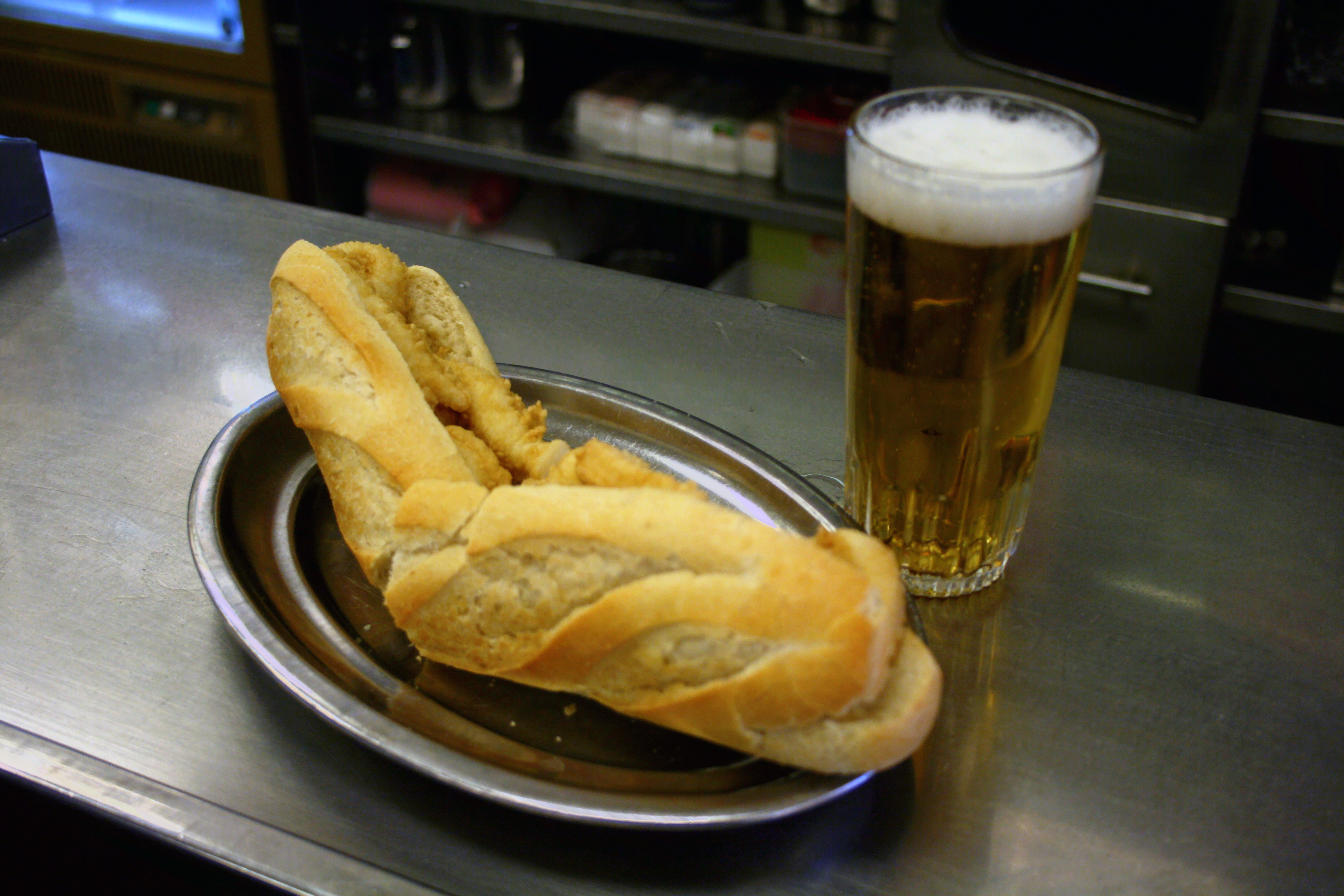
오징어 샌드위치 (bocadillo de calamares)와 맥주

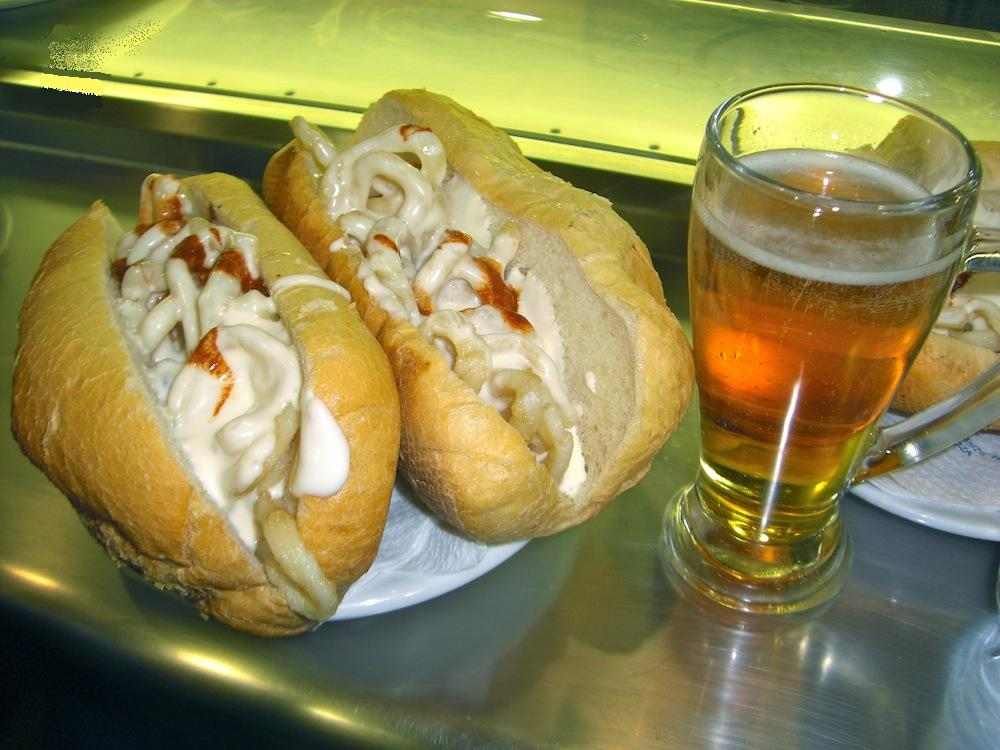
사라고사의 매콤한 오징어 샌드위치 (bocadillos de calamares bravos)와 맥주

오징어 샌드위치 또는 스페인어로 bocadillo de calamares, 첼리어로는 bocata calamares는 스페인에서 매우 흔한 요리 특산물로, 곡분에 튀겨 올리브유에 튀긴 오징어가 들어간 보카디요 샌드위치이거나, 또는 위의 모든 것에 매콤한 토마토 소스와 파파타스 브라바스와 유사한 마늘 마요네즈를 더한 더욱 정교한 버전이다. 일반적으로 뜨겁게 갓 만들어져 제공된다. 이 종류의 샌드위치(특히 소스 없는 원본 버전)는 마드리드에서 매우 인기가 많으며, 스페인 수도의 대부분의 바, 특히 마요르 광장과 마요르 광장 남동쪽 모퉁이의 보토네라스 거리에 있다. 사라고사에서는 매운 소스(토마토, 마요네즈, 마늘)를 곁들인 정교한 오징어 샌드위치가 전통적이며, 이를 bocadillo de calamares bravos 또는 매운 오징어 샌드위치라고 부르는데, 이는 신코 데 마르소 거리의 바에서 제공된다.

## 준비
오징어는 일반적으로 1cm 두께의 고리 모양으로 잘라 곡분과 베이킹파우더를 입힌다. 이 초기 준비 후, 뜨거운 기름에 황금색이 될 때까지 튀긴다. 사라고사에서는 매운 토마토 기반 소스, 마요네즈, 마늘이 추가된다. 빵은 보통 한쪽 면만 잘라낸다. 전통적으로, 빵가루 튀김이 가득한 빵과 함께 제공되었다. 최근에는 가게에서 만드는 바게트는 보통 이전에 냉동 반죽으로 만들어지며, 이는 보통 한쪽 면을 잘라내 각 장소에 특유의 느낌을 준다.

## 제공
때때로 맛을 내기 위해 튀긴 오징어 요리에 약간의 레몬즙을 추가하며, 마요네즈도 흔하다. 매우 차가운 맥주와 함께 제공되는 것이 일반적이다. 오징어는 보통 한쪽 면만 잘라내고 튀긴 빵가루로 채워진 빵에 제공된다.

## 변형
보카디요 데 칼라마레스 또는 오징어 튀김 링 샌드위치는 스페인 북부에서 매우 인기가 많으며, 그곳에서는 해안에서 신선한 오징어를 구할 수 있다. 준비 방법은 마드리드 버전과 유사하며, 칸타브리아주와 바스크의 다양한 바와 레스토랑에서 찾아볼 수 있다. 마드리드에는 심지어 다양한 버전의 샌드위치를 접할 수 있는 오징어 샌드위치 길(Rutas del Bocadillo de Calamares)도 있다.

## 같이 보기
- 오징어 (음식)